# Benjamin Crémieux
Pour les articles homonymes, voir Crémieux.
Benjamin Crémieux, né le 1er décembre 1888 à Narbonne en France et mort le 14 avril 1944 au camp de concentration de Buchenwald en Allemagne, est un critique littéraire et traducteur français.

## Biographie

### Jeunes années
Benjamin Esdras Crémieux est né le 1er décembre 1888 au 30 de la rue du Pont-des-Marchands à Narbonne, où une plaque commémorative a été posée en son honneur. Il est issu d'une famille juive qui s'était réfugiée en France dès le XIVe siècle.
Il combat durant toute la Première guerre mondiale dans l'infanterie, comme soldat, puis sous-officier et enfin officier subalterne. Son comportement au feu lui vaut 2 citations. Par ailleurs il essuie trois blessures de guerre.

### Littérature

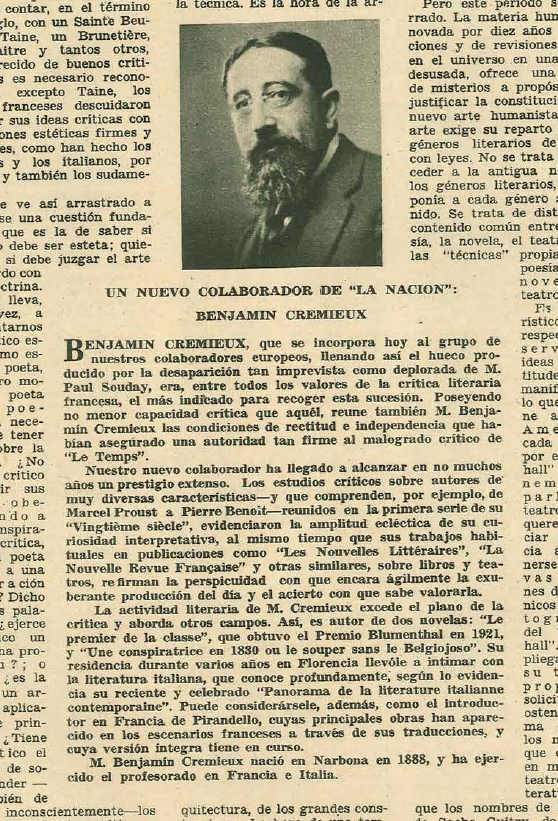
À partir de 1929, il collabore à l'hebdomadaire du journal argentin La Nación.

En 1921, Benjamin Crémieux publie son premier roman autobiographique, Le Premier de la classe, où il relate son adolescence narbonnaise et ses études au collège Victor-Hugo. Le roman obtient la bourse américaine Blumenthal. Agrégé, puis docteur ès lettres, la carrière de Benjamin Crémieux est celle d’un intellectuel brillant, universitaire, chargé de missions diplomatiques, mais aussi découvreur passionné de la nouveauté littéraire. C'est Jean Paulhan qui l'invite à collaborer à La Nouvelle Revue française. À la même époque, il révèle Pirandello au public parisien, en faisant jouer ses plus importantes pièces.
S’égrènent ensuite maints travaux critiques, dont la littérature italienne moderne est le sujet de prédilection. En 1930, son troisième ouvrage, un peu à part dans sa production, est un récit narbonnais intitulé La Grenouille et les Trois Nourrices, publié à Carcassonne, dans la collection À la Porte d’Aude, et dédié à la mémoire de François Baron, Louis Huilliet et Georges Piglowski, trois de ses amis narbonnais morts à la guerre.
Dans l’entre-deux-guerres, il collabore en qualité de critique littéraire à de nombreux journaux, tels que Les Nouvelles littéraires, Candide et Je suis partout.
Dans l’Université du temps, aux yeux des idéologues racistes, Benjamin Crémieux, qui occupe notamment dans les années 1940 le poste de secrétaire général de la section française du PEN club, incarne le fantasme de l’intellectuel juif cosmopolite. Il publie le 1er mai 1942 avec René Milhaud un manifeste contre la politique anti-juive de Vichy.

### Résistance
Entré en 1941 dans la Résistance à la suite de son fils Francis avec le mouvement Combat, il organise à Marseille, sous le pseudonyme de Lamy, un réseau de renseignements. Il compte parmi les recruteurs du noyautage des administrations publiques. Arrêté le 27 avril 1943, en compagnie de Jean Multon, il est transféré à la prison de Fresnes, puis au camp de Royallieu à Compiègne, et enfin, au début de l’année suivante, au camp de concentration de Buchenwald, où il meurt d'épuisement le 14 avril 1944.

## Décorations
- Officier de la Légion d'honneur à titre civil (décret du 25 août 1937) ; chevalier du 26 août 1926 à titre civil[2]
- Croix de guerre 1914-1918 (2 citations : une à l'ordre de la brigade en 1917, une à l'ordre du régiment en 1918)[2]
- Médaille de la Résistance française avec rosette à titre posthume (décret du 3 août 1946)[8]
- Insigne des blessés militaires (3 blessures de guerre : une en 1914, deux en 1918)[2]

## Hommages
En 1937, Armand Lunel écrit et dédicace à Marie-Anne Comnène et Benjamin Crémieux son roman intitulé Jérusalem à Carpentras.
En 1947, David Rousset consacre le huitième chapitre de son récit L'Univers concentrationnaire à Benjamin Crémieux (« J'étends mon lit dans les ténèbres »).
En 1945, lorsqu'elle apprend la mort de son mari Benjamin Crémieux, la romancière et traductrice Marie-Anne Comnène fait paraître chez Gallimard son huitième roman, intitulé France, qu'elle lui dédie.
Écrite en juillet 1944, la nouvelle L'Impuissance de Vercors publiée dans Le Silence de la mer lui est dédiée ; elle porte en dédicace "À la mémoire de Benjamin Crémieux"

## Œuvres
- Du côté de Marcel Proust suivi de Lettres inédites de Marcel Proust à Benjamin Crémieux, 1929
- Le Premier de la classe, 1921
- Le Professeur d'Energie, in Les Nouvelles littéraires du 10 avril 1924, n° consacré au « Jubilé d'Anatole France »
- L'Esprit européen dans la littérature d'aujourd'hui, 1926
- Une conspiratrice en 1830, ou le Souper sans la Belgiojoso, 1928
- Panorama de la littérature italienne contemporaine, 1928
- La Grenouille et les Trois Nourrices, 1930
- Littérature italienne, 1931
- Benjamin Crémieux, XXe Siècle, première série, Paris, Éditions Gallimard, coll. « Cahiers de la NRF », 2010 (1re éd. 1924), 301 p. (ISBN 978-2-07-012933-1)
- Benjamin Crémieux, Inquiétude et Reconstruction. Essai sur la littérature d'après-guerre, Paris, Éditions Gallimard, coll. « Cahiers de la NRF », 2010 (1re éd. 1931), 185 p. (ISBN 978-2-07-013197-6)